# ستيفن ديك
ستيفن ديك (بالإنجليزية: Steven J. Dick)‏ (و. 1949 – م) هو عالم فلك من الولايات المتحدة الأمريكية.

## التعليم
تعلم في جامعة إنديانا.